# James T. Ellison
James T. Ellison, detto Biff (1862 – anni '20), è stato un criminale statunitense.
Fu uno dei primi gangster di New York ed un membro, con aspirazioni di leader, della Five Points Gang.

## Biografia
In qualità di veterano della banda, fu molto vicino al suo leader Jack Sirocco (o Cirocco) durante la guerra con la Eastman Gang nei primi anni del Novecento.
Il suo nome incominciò ad avere importanza nella banda quando aggredì l'ufficiale di polizia Jeremiah Murphy da Sharkey's, un negozio sulla Fourteenth Street, e lo colpì così duramente da farlo finire in ospedale per quattro settimane. Ellison fu, così, condannato per aggressione di primo grado nel 1902.
Il 23 novembre, 1909, Ellison ed altri tre uomini, tra cui Razor Reilly e Jimmy Kelly cercarono di ottenere il controllo della gang tentando di uccidere il leader Paul Kelly mentre questi si trovava nel suo club a New Brighton bevendo con le guardie del corpo Pat "Rough House" Hogan e William J. Harrington. Sebbene Kelly fosse riuscito a scampare all'attentato, la guardia del corpo Harrington fu ucciso nello scontro a fuoco. Fu condannato dalla Corte Suprema di New York omicidio di primo grado l'8 giugno 1911.
Al processo, in cui membri della banda quali Pat Hogan e George Wetzel testimoniarono contro Kelly, circa 50 membri della "James Kelly gang" e 75 della Five Points Gang facevano da spettatori. In dubbio sull'influenza della loro presenza, furono in seguito costretti ad allontanarsi.
Durante il processo, Ellison fece delle minacce ad un pubblico ufficiale riguardo Hogan e gli altri accusatori dichiarando che non avrebbe avuto pace "..finché quegli accusatori non avrebbero avuto la loro" se fosse stato trovato colpevole. Morì in un manicomio negli anni venti (la data della sua morte non è certa).
Ellison è uno dei personaggi secondari del romanzo del 1994, L'alienista di Caleb Carr.